# Banda (Uttar Pradesh)
Banda (Hindi बांदा Bāndā; Urdu: باندہ) ist eine Stadt im indischen Bundesstaat Uttar Pradesh.
Banda liegt im Süden der nordindischen Ebene 110 km südlich von Kanpur. Der Ken, ein rechter Nebenfluss der Yamuna, fließt durch die Stadt.
Die Stadt ist Verwaltungssitz des gleichnamigen Distrikts. Banda liegt an der nationalen Fernstraße NH 76 (Jhansi–Prayagraj). Die NH 232 führt von Banda nach Fatehpur.
Banda besitzt als Stadt den Status eines Nagar Palika Parishad. Die Stadt ist in 29 Wards gegliedert. Beim Zensus 2011 hatte Banda 160.473 Einwohner.
77,73 % der Bevölkerung sind Anhänger des Hinduismus, während 21,26 % Muslime sind.